# 30e cérémonie des Critics' Choice Movie Awards
La 30e cérémonie des Critics' Choice Movie Awards (ou BFCA Awards), décernés par la Critics Choice Association a lieu le 7 février 2025 et récompense les films sortis en 2024.
Les nominations sont annoncées le 12 décembre 2024. La cérémonie était originellement prévue pour le 12 janvier 2025, elle a été ajournée, d'abord au 26 janvier et une deuxième fois au 7 février, en conséquence des incendies à Los Angeles,.

## Palmarès

### Meilleur film
- Anora
  - The Brutalist
  - Un parfait inconnu (A Complete Unknown)
  - Conclave
  - Dune, deuxième partie (Dune: Part Two)
  - Emilia Pérez
  - Nickel Boys
  - Sing Sing
  - The Substance
  - Wicked

### Meilleur réalisateur
- Jon M. Chu pour Wicked
  - Jacques Audiard pour Emilia Pérez
  - Sean Baker pour Anora
  - Edward Berger pour Conclave
  - Brady Corbet pour The Brutalist
  - Coralie Fargeat pour The Substance
  - RaMell Ross pour Nickel Boys
  - Denis Villeneuve pour Dune, deuxième partie (Dune: Part Two)

### Meilleur acteur
- Adrien Brody pour le rôle de László Toth dans The Brutalist
  - Timothée Chalamet pour le rôle de Bob Dylan dans Un parfait inconnu (A Complete Unknown)
  - Daniel Craig pour le rôle de William Lee dans Queer
  - Colman Domingo pour le rôle de John « Divine G » Whitfield dans Sing Sing
  - Ralph Fiennes pour le rôle du cardinal Thomas Lawrence dans Conclave
  - Hugh Grant pour le rôle de M. Reed dans Heretic

### Meilleure actrice
- Demi Moore pour le rôle d'Elizabeth Sparkle dans The Substance
  - Cynthia Erivo pour le rôle de Elphaba Thropp / la Méchante sorcière de l'Ouest dans Wicked
  - Karla Sofía Gascón pour le rôle de Juan « Manitas » del Monte / Emilia Pérez dans Emilia Pérez
  - Marianne Jean-Baptiste pour le rôle de Pansy Deacon dans Deux Sœurs (Hard Truths)
  - Angelina Jolie pour le rôle de Maria Callas dans Maria
  - Mikey Madison pour le rôle d'Anora « Ani » Mikheeva dans Anora

### Meilleur acteur dans un second rôle
- Kieran Culkin pour le rôle de Benji Kaplan dans A Real Pain
  - Iouri Borissov pour le rôle d'Igor dans Anora
  - Clarence Maclin pour le rôle de Clarence « Divine Eye » Maclin dans Sing Sing
  - Edward Norton pour le rôle de Pete Seeger dans Un parfait inconnu (A Complete Unknown)
  - Guy Pearce pour le rôle de Harrison Lee Van Buren dans The Brutalist
  - Denzel Washington pour le rôle de Macrinus dans Gladiator 2

### Meilleure actrice dans un second rôle
- Zoe Saldaña pour le rôle de Rita Moro Castro dans Emilia Pérez
  - Danielle Deadwyler pour le rôle de Berniece Charles dans The Piano Lesson
  - Aunjanue Ellis-Taylor pour le rôle de Hattie Curtis dans Nickel Boys
  - Ariana Grande pour le rôle de Glinda dans Wicked
  - Margaret Qualley pour le rôle de Sue dans The Substance
  - Isabella Rossellini pour le rôle de Sœur Agnes dans Conclave

### Meilleur espoir
- Maisy Stella pour le rôle d'Elliott dans My Old Ass
  - Alyla Browne pour le rôle de la jeune Furiosa dans Furiosa : Une saga Mad Max (Furiosa: A Mad Max Saga)
  - Elliott Heffernan pour le rôle de George dans Blitz
  - Izaac Wang pour le rôle de Chris Wang dans Dìdi
  - Alisha Weir pour le rôle d'Abigail dans Abigail
  - Zoe Ziegler pour le rôle de Lacy Castro dans Janet Planet (en)

### Meilleure distribution
- Conclave
  - Anora
  - Emilia Pérez
  - Saturday Night
  - Sing Sing
  - Wicked

### Meilleur scénario original
- Coralie Fargeat pour The Substance
  - Sean Baker pour Anora
  - Moritz Binder, Tim Fehlbaum et Alex David pour September 5
  - Brady Corbet et Mona Fastvold pour The Brutalist
  - Jesse Eisenberg pour A Real Pain
  - Justin Kuritzkes pour Challengers

### Meilleur scénario adapté
- Peter Straughan pour Conclave
  - Jacques Audiard pour Emilia Pérez
  - Winnie Holzman et Dana Fox pour Wicked
  - Greg Kwedar et Clint Bentley pour Sing Sing
  - RaMell Ross et Joslyn Barnes pour Nickel Boys
  - Denis Villeneuve et Jon Spaihts pour Dune, deuxième partie (Dune: Part Two)

### Meilleure photographie
- Jarin Blaschke pour Nosferatu
  - Alice Brooks pour Wicked
  - Lol Crawley pour The Brutalist
  - Stéphane Fontaine pour Conclave
  - Greig Fraser pour Dune, deuxième partie (Dune: Part Two)
  - Jomo Fray pour Nickel Boys

### Meilleur montage
- Marco Costa pour Challengers
  - Sean Baker pour Anora
  - Nick Emerson pour Conclave
  - Dávid Jancsó pour The Brutalist
  - Joe Walker pour Dune, deuxième partie (Dune: Part Two)
  - Hansjörg Weißbrich pour September 5

### Meilleurs costumes
- Paul Tazewell pour Wicked
  - Lisy Christl pour Conclave
  - Linda Muir pour Nosferatu
  - Massimo Cantini Parrini pour Maria
  - Jacqueline West pour Dune, deuxième partie (Dune: Part Two)
  - Janty Yates et Dave Crossman pour Gladiator 2

### Meilleurs maquillages et coiffures
- Stéphanie Guillon, Frédérique Arguello et Pierre-Olivier Persin pour The Substance
  - Christine Blundell, Lesa Warrener et Neal Scanlan pour Beetlejuice Beetlejuice
  - L'équipe de maquilleurs de Dune, deuxième partie (Dune: Part Two)
  - Frances Hannon, Sarah Nuth et Laura Blount pour Wicked
  - Traci Loader, Suzanne Stokes-Munton et David White pour Nosferatu
  - Mike Marino, Sarah Graalman et Aaron Saucier pour A Different Man

### Meilleurs effets visuels
- Paul Lambert, Stephen James, Rhys Salcombe et Gerd Nefzer pour Dune, deuxième partie (Dune: Part Two)
  - Mark Bakowski, Pietro Ponti, Nikki Penny, et Neil Corbould pour Gladiator 2
  - Pablo Helman, Jonathan Fawkner, Paul Corbould et David Shirk de Wicked
  - Mike Marino, Sarah Graalman et Aaron Saucier pour Better Man
  - Bryan Jones, Chervin Shafaghi, Pierre Olivier-Persin et Jean Miel pour The Substance
  - Erik Winquist, Stephen Unterfranz, Paul Story et Rodney Burke pour La Planète des singes : Le Nouveau Royaume (Kingdom of the Planet of the Apes)

### Meilleure direction artistique
- Nathan Crowley et Lee Sandales pour Wicked
  - Judy Becker et Patricia Cuccia pour The Brutalist
  - Suzie Davies pour Conclave
  - Craig Lathrop pour Nosferatu
  - Arthur Max, Jille Azis et Elli Griff pour Gladiator 2
  - Patrice Vermette et Shane Vieau pour Dune, deuxième partie (Dune: Part Two)

### Meilleure musique de film
- Trent Reznor et Atticus Ross pour Challengers
  - Volker Bertelmann pour Conclave
  - Daniel Blumberg pour The Brutalist
  - Kris Bowers pour Le Robot sauvage (The Wild Robot)
  - Clément Ducol et Camille pour Emilia Pérez
  - Hans Zimmer pour Dune, deuxième partie (Dune: Part Two)

### Meilleure chanson originale
- El Mal (Camille et Clément Ducol) - Emilia Pérez
  - Beautiful That Way (Andrew Wyatt, Miley Cyrus et Lykke Zachrisson) - The Last Showgirl
  - Compress/Repress (Trent Reznor, Atticus Ross et Luca Guadagnino) - Challengers
  - Harper and Will Go West (Sean Douglas, Josh Greenbaum et Kristen Wiig) - Will & Harper
  - Kiss the Sky (Jordan K. Johnson, Stefan Johnson, Maren Morris, Michael Pollack et Ali Tamposi) - Le Robot sauvage (The Wild Robot)
  - Mi Camino (Camille et Clément Ducol) - Emilia Pérez

### Meilleur film d'animation
- Le Robot sauvage (The Wild Robot)
  - Flow
  - Vice-versa 2 (Inside Out 2)
  - Mémoires d'un escargot
  - Wallace et Gromit : La Palme de la vengeance (Wallace & Gromit: Vengeance Most Fowl)

### Meilleure comédie
- Deadpool et Wolverine
- A Real Pain
  - Hit Man
  - My Old Ass
  - Saturday Night
  - Thelma (film, 2024)

### Meilleur film en langue étrangère
- Emilia Pérez -  France
  - All We Imagine as Light -  États-Unis  France  Inde
  - Flow (Pigen med nålen) -  Lettonie  France  Belgique
  - Je suis toujours là (Ainda Estou Aqui) -  Brésil
  - Kneecap -  Irlande
  - Les Graines du figuier sauvage (The Seed of the Sacred Fig) -  États-Unis  Allemagne